# Ollers (Tarragona)
Ollers es una localidad española perteneciente al municipio de Barbará, perteneciente a la provincia de Tarragona, en la comunidad autónoma de Cataluña.

## Toponimia
El nombre del lugar puede encontrarse mencionado con las grafías Ollés y Ollers.

## Historia
A mediados del siglo XIX la aldea, ya perteneciente al municipio de Barbará, tenía contabilizada una población de 80 habitantes. Aparece descrita en el decimosegundo volumen del Diccionario geográfico-estadístico-histórico de España y sus posesiones de Ultramar de Pascual Madoz de la siguiente manera:

OLLÉS: ald. que forma ayunt. con Barbará en la prov. y dióc. de Tarragona, part. jud. de Montblanch (2 leg.), aud. terr. y c. g. de Barcelona: sit. junto á la carretera general de Barcelona, próxima al r. Anguera, con buena ventilacion y clima templado y sano. Tiene 30 casas y una igl. parr. (Sta. Maria), aneja de la de Barbará, servida por un vicario. El térm. confina con los de Sarreal, Pira, Barbará y Guardia. El terreno es llano, de mediana calidad, y le fertiliza un pequeño riach. que confluye con el Anguera; le cruza la mencionada carretera y otros caminos locales. prod.: trigo, cebada, avena, cáñamo, legumbres, vino, aceite y hortalizas; cria algun ganado y caza. pobl.: 18 vec., 80 alm. cap. prod.: 609,508. imp.. 18,285.
(Madoz, 1849, p. 271)

En 2022 tenía empadronados 12 habitantes.